# Hendrum
Hendrum – miasto położone w zachodniej części stanu Minnesota. 
Liczy 315 mieszkańców.